# Marcus Beach
Marcus Beach est une localité de la Sunshine Coast du Queensland, en Australie.